# Franz Becker (Maler)
Franz Becker (* 1907 in Dessau; † 1990 in Weinsberg) war ein deutscher Kunstmaler, der vor allem durch seine Landschaftsmalerei einige Bekanntheit erlangt hat.

## Leben
Nach einer Malerlehre begann er 1925 seine Ausbildung zum Kunstmaler am Bauhaus in Dessau. Dort war er Schüler von Kandinsky und Hofer, später an der Königlich Dänischen Kunstakademie in Kopenhagen von Prof. Iversen und Fries.
Im Jahre 1931 gelangte Becker nach Weinsberg, wo er seine Frau kennenlernte und bis zu seinem Tod lebte und arbeitete, unterbrochen von Krieg und Gefangenschaft.
Neben einigen expressionistischen, abstrakten Werken in früheren Künstlertagen konzentrierte sich Becker vor allem auf Landschaftsmalerei, beeinflusst und inspiriert durch zahlreiche Reisen. Deshalb sind einige seiner Bilder auch mit der Signatur DACHS gekennzeichnet, Synonym für die Wurzeln in Dessau/Anhalt, Copenhagen, Stockholm, Helsinki.
Becker arbeitete bis wenige Jahre vor seinem Tod als freischaffender Künstler in Weinsberg, ehe ein Augenleiden seinen Schaffensweg beendete. 